# Forest, Quận Richland, Wisconsin
Forest là một thị trấn thuộc quận Richland, tiểu bang Wisconsin, Hoa Kỳ. Năm 2010, dân số của thị trấn này là 339 người.